# (37645) Chebarkul
(37645) Chebarkul est un astéroïde de la ceinture principale.

## Description
(37645) Chebarkul est un astéroïde de la ceinture principale. Il fut découvert le 8 février 1994 à La Silla par Eric Walter Elst. Il présente une orbite caractérisée par un demi-grand axe de 2,48 UA, une excentricité de 0,15 et une inclinaison de 6,7° par rapport à l'écliptique.

## Compléments